# Adamek
Pour l’article homonyme, voir André-Marcel Adamek.
Adamek est une localité polonaise de la gmina de Stąporków, située dans le powiat de Końskie en voïvodie de Sainte-Croix.